# Mémoires du comte de Comminge
Les Mémoires du comte de Comminge est un roman-mémoires publié sans nom d’auteur en 1735 par Claudine Guérin de Tencin chez Jean Néaulme à La Haye. C'est un des premiers romans français qui annonce le genre gothique.

## Résumé
Ce court roman dont la trame évoque l'aventure de Roméo et Juliette, décrit l'amour intrépide et dévorant qui naît entre le jeune comte de Comminge et Adélaïde de Lussan, tous deux marqués par la haine de leurs pères. Cet amour-là ne fera que scander les étapes d'une marche funèbre. Les âmes sensibles, comme dans le grand roman baroque, créent les circonstances extraordinaires dont elles ont besoin pour connaître toute leur faculté d'aimer et de souffrir. Mme de Tencin, cependant, y aménage de façon discrètement subversive les données traditionnelles que le roman classique avait léguées à l'aube des Lumières : elle confère à son roman un caractère mélodramatique, pessimiste et en même temps protestataire. La critique moderne a en effet bien mis en évidence la double protestation contre la société et l'incompréhension masculine d'une part, et l'effort d'une image sublimée de la femme d'autre part, ce qui fait véritablement de Mme de Tencin l'une des premières interprètes du féminisme français.

## Réception
Le succès des Mémoires du comte de Comminge fut immédiat, comme le prouve le fait qu’il fut réédité l’année même. Et pour une fois, la critique et le public apprécièrent de concert : ils furent unanimes à louer ses qualités littéraires. L’abbé Prévost, dans le Pour et Contre, y loue la « vivacité », l’« élégance » et la « pureté » du style, assurant que le roman se fait lire « de tout le monde avec goût », et le critique d’origine suisse La Harpe, dans son Lycée ou cours de littérature ancienne et moderne (1799), alla même jusqu’à la considérer comme le « pendant de la Princesse de Clèves ». Le roman eut même une vogue européenne : très rapidement on en fit des traductions anglaise (1746), puis italienne (1754), grecque (1805) et espagnole (1828) (Paris, Wincop). Il inspira également une héroïde de quelque 500 vers au chevalier Dorat, Lettre du comte de Comminge à sa mère (1765), et une nouvelle à Madeleine-Angélique de Gomez. Pour Delandine, Mme de Tencin devrait servir de modèle. Et elle le fut, puisque sa nouvelle connut vers la fin du siècle cette forme populaire de la gloire que donnent les imitations et les contrefaçons.

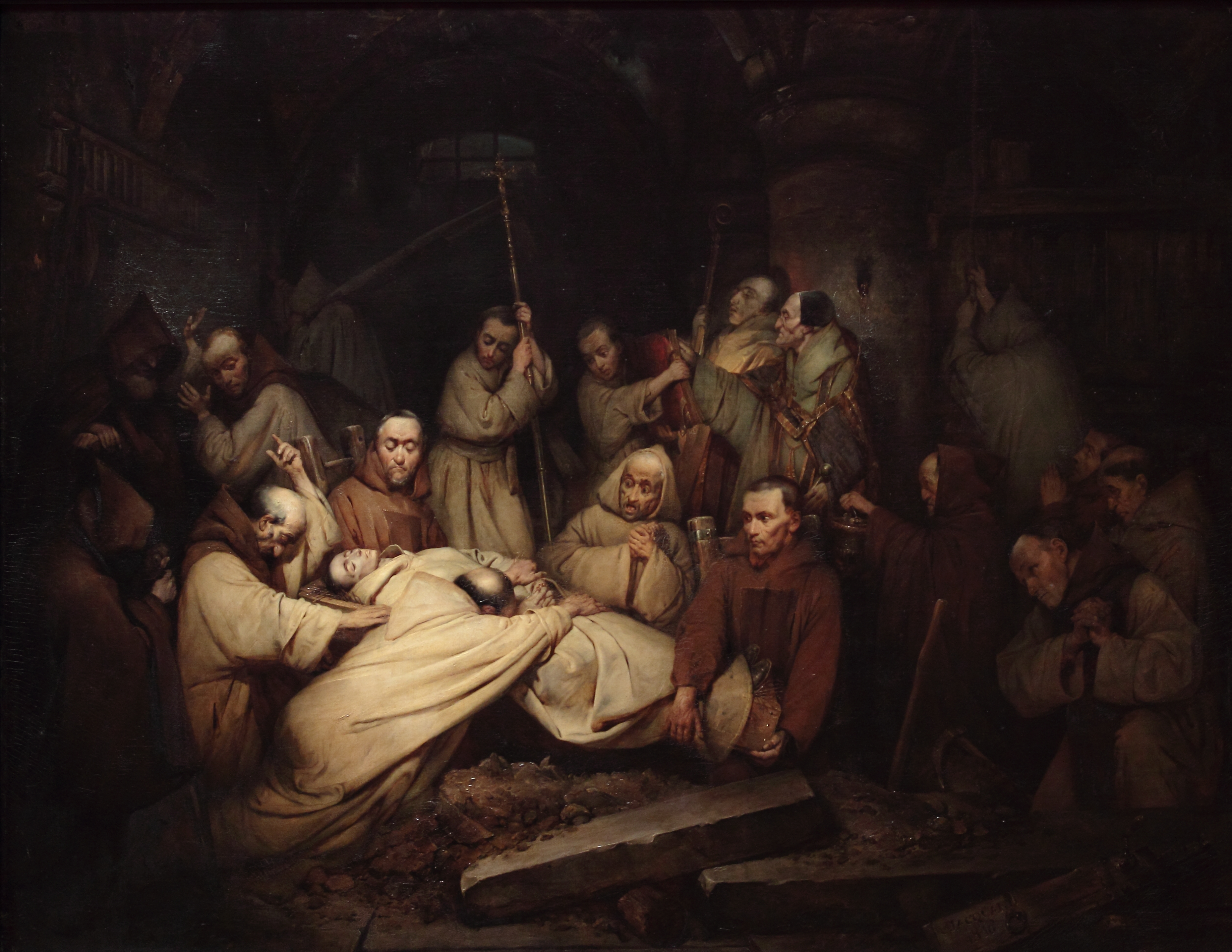
"Comminge" de Claudius Jacquand, 1836

Les Mémoires n’ont pas seulement été adaptés au théâtre : Baculard d’Arnaud, par exemple, s’en inspira pour son drame gothique les Amans malheureux (1764). Cette œuvre a elle-même inspiré les peintres romantiques, comme Fleury Richard, avec son Comminges et Adélaïde au couvent de la Trappe (1822-1844), qui a lui-même inspiré le Comminge de son élève Claudius Jacquand (1836).
On le voit, ce roman a été jugé digne d’être placé au nombre des chefs-d’œuvre de la littérature féminine du temps.  Prévost, par exemple, le lut publiquement dans le salon de son amie, en sa présence, et fit l’éloge du style, en relevant son élégance, sa vivacité et sa pureté. Son succès alla même croissant jusque vers le milieu du XIXe siècle, avec près d'une réédition tous les deux ans entre 1810 et 1840. Il fut, par ailleurs, encore souvent réédité entre 1860 et 1890 et sa gloire ne s’éteindra finalement qu’à l’aube du XXe siècle. C’est dire si le XIXe siècle le goûta encore énormément. 
Le critique Villemain, dans son Tableau de la littérature française au XVIIIe siècle (1838) écrira même que Mme  de Tencin est l’auteur de « quelques romans pleins de charme » parmi lesquels les Mémoires du comte de Comminge, représente certainement « le plus beau titre littéraire des femmes dans le XVIIIe siècle. » Opinion partagée encore, quelque cent ans plus tard, par le critique Marcel Raymond. Avec plus de cinquante rééditions jusqu’à la Première Guerre mondiale, l’ouvrage est resté très présent sur la scène du livre. 
Après un purgatoire d’une cinquantaine d’années, il fut redécouvert dans les années 1960 et depuis, constamment réédité.

## Éditions modernes
- Mémoires du comte de Comminge, sur Wikisource, édition 1820
- Claudine-Alexandrine de Guérin de Tencin, Mémoires du comte de Comminge, Paris, Desjonquères, 1985, 95 p. (ISBN 2904227091)
- Mémoires du comte de Comminge, Paris, Mercure de France, 1996  (ISBN 978-2-7152-1957-1).